# Piero Raimondo Zacosta
Piero Raimondo Zacosta (zm. 21 lutego 1467 w Rzymie) — 38 wielki mistrz joannitów od 1461 do 1467.